# Bulia umbrosa
Bulia umbrosa är en fjärilsart som beskrevs av Walker 1857. Bulia umbrosa ingår i släktet Bulia och familjen nattflyn. Inga underarter finns listade i Catalogue of Life.